# Ponte Velha do Marnel
A Ponte Medieval do Marnel, também conhecida como Ponte do Cabeço de Vouga, localiza-se na freguesia de Lamas do Vouga, no município de Águeda, distrito de Aveiro, em Portugal.

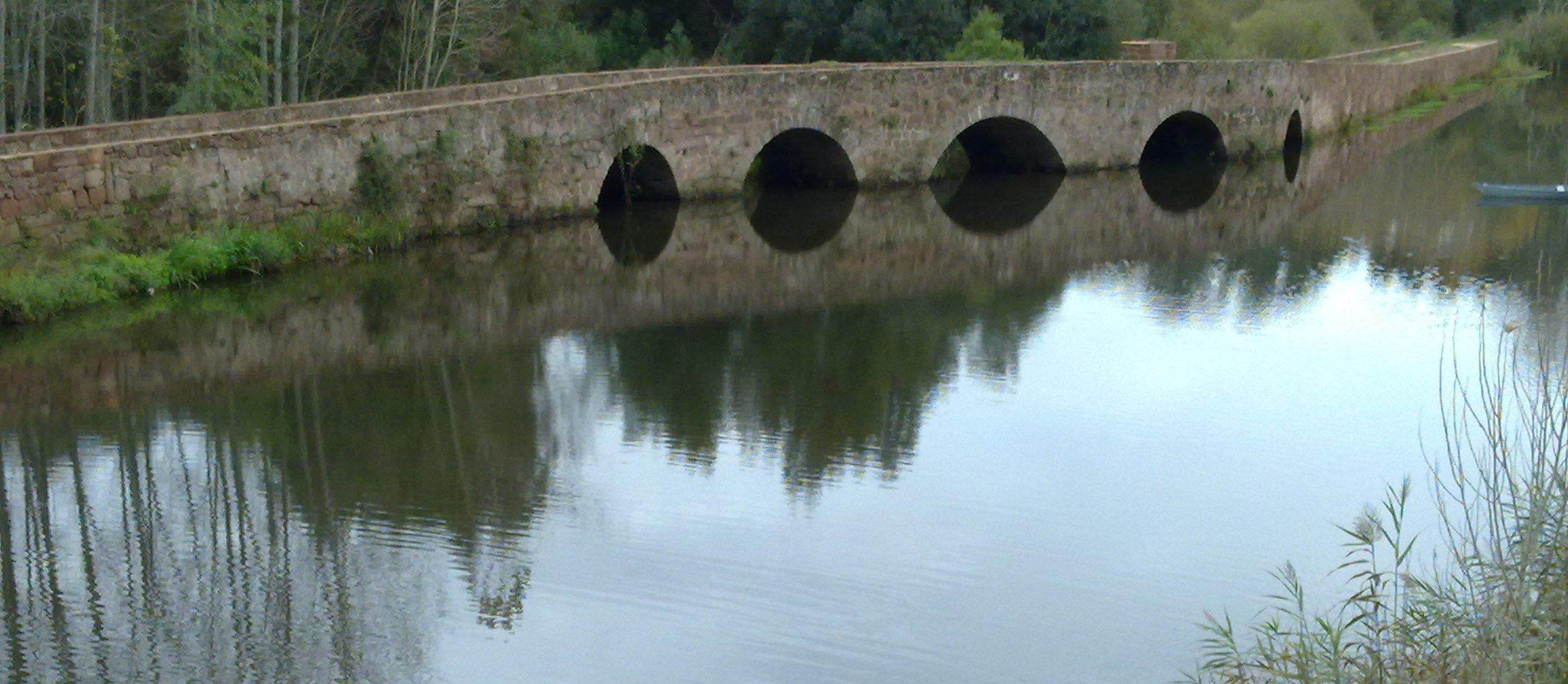
Ponte medieval sobre o rio Marnel

## História
Situada sobre o rio Marnel, afluente do Vouga, esta ponte de cinco arcos terá sido  construída na primeira metade do século XIV, ficando então conhecida como «ponte nova do Marnel». Não é claro se esta ponte era considerada nova por ter surgido em substituição de outra mais antiga no mesmo rio, ou apenas por ser mais recente que a vizinha Ponte Velha do Vouga, documentada desde a primeira metade do século XIII.
A ponte do Marnel foi sofrendo reparações e reconstruções ao longo dos séculos. Fazia parte da chamada estrada coimbrã, estrada que ligava a cidade do Porto e o noroeste de Portugal à cidade de Coimbra, e que seguia de perto a velha estrada romana.
Encontra-se classificada como Imóvel de Interesse Público desde 1956. O decreto que a classifica, identifica-a desta forma: "Ponte do Cabeço do Vouga, situada a 100 m da estrada nacional nº 1, ao quilómetro 250,440." Assim, e ao contrário do que por vezes aparece escrito, a ponte classificada em 1956 não é a monumental ponte velha do rio Vouga, sobre a qual ainda passava a estrada nacional em 1956, mas sim a ponte mais pequena sobre o rio Marnel.